# Belenos
Pour les articles homonymes, voir Belenos (homonymie).
 (février 2020).
Si vous disposez d'ouvrages ou d'articles de référence ou si vous connaissez des sites web de qualité traitant du thème abordé ici, merci de compléter l'article en donnant les références utiles à sa vérifiabilité et en les liant à la section « Notes et références ».
Bélénos est un dieu gaulois mentionné dans de nombreuses inscriptions mises au jour en Gaule cisalpine, en Gaule transalpine, en Illyrie et en Norique. Cette divinité a des correspondants dans la mythologie celtique. Il est parfois désigné par le théonyme de Maponos, c'est-à-dire le grand fils, qui rappelle le Mabon gallois. Il a les mêmes pouvoirs curatifs que le Diancecht irlandais. Sa parèdre continentale est la déesse Bélisama.
Belenos, en latin Belenus, a été assimilé précocement à l’Apollon du panthéon classique gréco-romain, à l'instar de Grannus.

## Épigraphie
Il semble particulièrement honoré dans les Alpes juliennes, en Istrie. La ville d'Aquilée fournit à elle seule une soixantaine d'inscriptions qui l'assimilent à Apollon. Son caractère panceltique ne fait cependant pas de doute puisqu'il apparaît en Autriche, sur des inscriptions gauloises et latines de Provence, mais aussi à Clermont-Ferrand.

## Données littéraires
Tertullien le présente comme le dieu national de Norique et Hérodien relate l'intervention du dieu dans la défense d'Aquilée, où tant par ses oracles que par ses apparitions aériennes, il défend victorieusement la cité contre les troupes de Maximin.

## Onomastique et symbolique
Son nom est interprété hypothétiquement comme « le Brillant », la racine indo-européenne *bhel signifiant « brillant », « brûlant », « resplendissant », « éclatant ». Bélénos doté de ces attributs est un dieu lumineux et solaire complémentaire de Lug. Cependant, il existe un élément gaulois belo-, bello- qui signifierait « fort puissant » et qu’on reconnaît aussi dans des théonymes et noms de personnes dont Belinos, Belenus et comme Belinicos, Belisama, Bellona, Bello-gnati, Bello-rix, Bello-uacus, etc., la variante Bello- étant considérée comme hypocoristique. Par contre, la racine indo-européenne *bhel signifie de manière constante « blanc, gris, pâle » mais pas « brillant ». En revanche, l'existence d'une racine gauloise belo- (ou beli-) « force, fort » est soutenue par un grand nombre de cognats dans des langues indo-européennes : sanskrit bálam « force », báliṣṭhaḥ « le plus fort »; grec beltiōn, béltistos « meilleur, mieux » (de *beliōn, *bélistos) ; latin dē-bilis « faible; » etc.. Dans cette perspective, Belinos, Belenos serait « le Maître de la Puissance ».
Plusieurs auteurs soutiennent une identité entre le dieu Lug et Bélénos. Ainsi, Jean-Luc Desnier considère Bélénos comme « une épiclèse bien connue de Lug ». Françoise Le Roux et Christian-Joseph Guyonvarc'h ne voient également dans le Bel irlandais qu'une appellation de Lug.
De nombreuses iconographies — notamment celle du chaudron de Gundestrup — associent Bélénos à un serpent à tête de bélier[réf. nécessaire], à l'instar du dieu celte Cernunnos.

## Nature et fonction

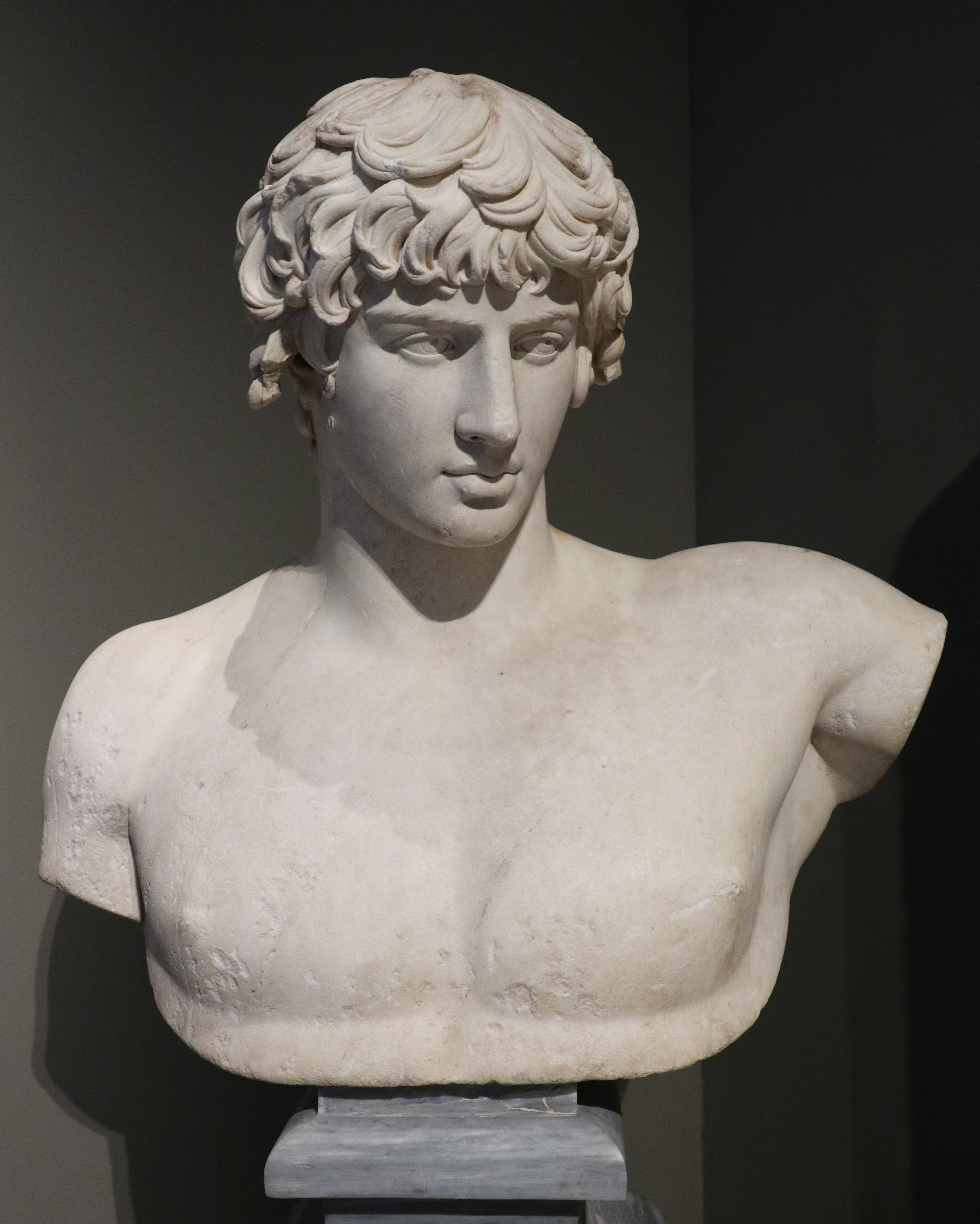
Buste d'Antinoüs. Marbre de Thasos, trouvé à Patras ; époque d'Hadrien. Athènes, Musée national archéologique.

Une épigramme de Tivoli compare Bélénos à Antinoüs pour sa jeunesse et sa beauté. Le dieu est également mis en relation avec les eaux et les sources. Il est peut-être  pour cette raison un guérisseur
Bélénos est le symbole de la jeunesse, du renouveau, et par extension, du printemps. À la différence de Lug, lequel incarnerait également et de manière usuelle le soleil, voire la lumière dans sa globalité, Belenos n'est pas détenteur de l'omnipotence divine, sage et ancienne de ce dernier.[réf. nécessaire] En raison de leur filiation symbolistique, on aurait tendance à confondre et assimiler l'une à l'autre ces deux figures panthéoniques celto-gauloise ; néanmoins et en regard de cette parenté, autant Lug serait l'archétype paternel, autant Bélénos s'inscrit dans celui du fils[source insuffisante].
Dieu de l'harmonie, mais aussi de l'intuition, de l'invention et du raisonnement, ses fonctions principales restent la médecine et les arts. Il patronne les beaux-arts et guérit par la méditation[réf. nécessaire].

## Rites et culte liés à Bélénos

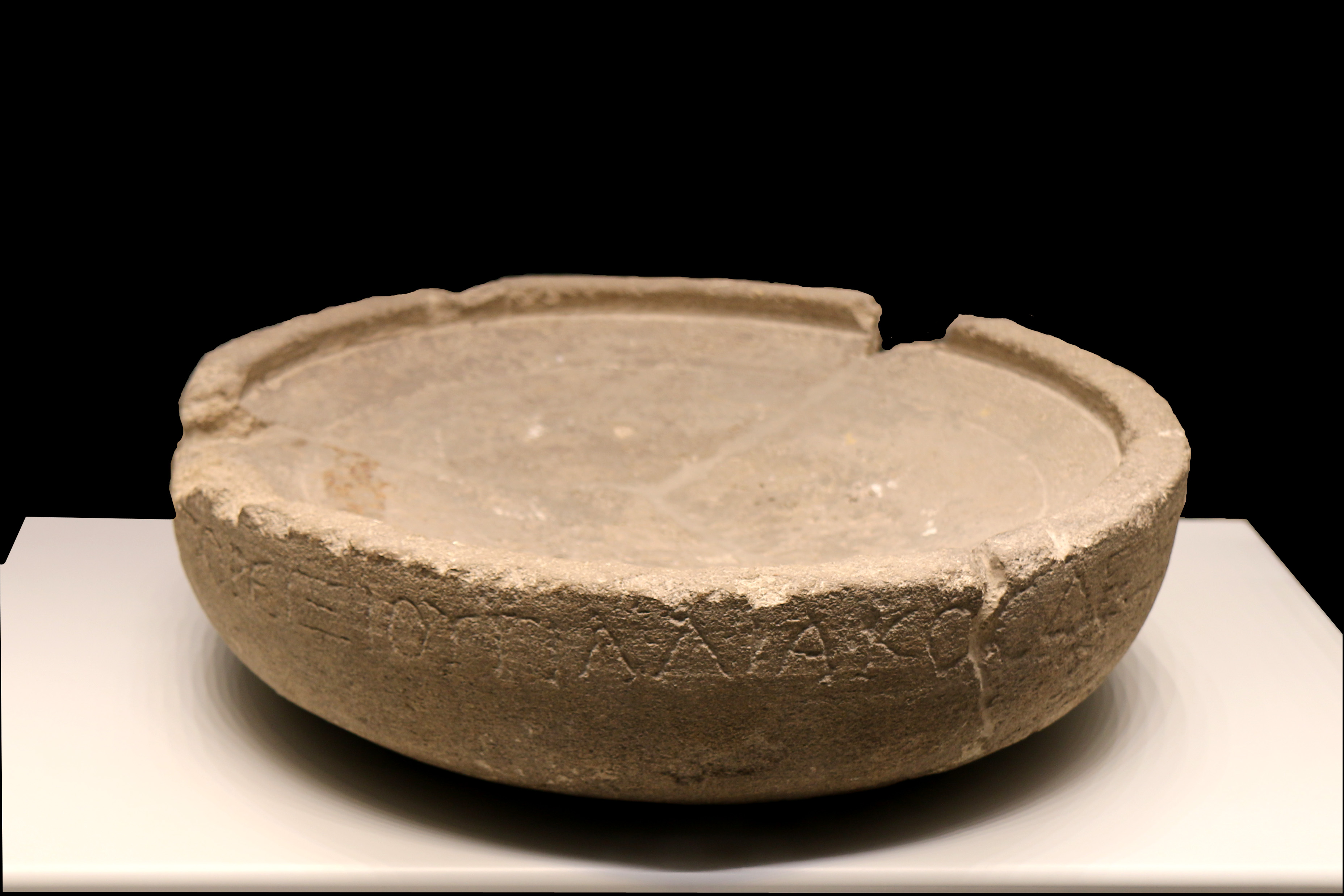
Vasque dédiée à Bélénos.

Bélénos était honoré le 1er mai, lors de la fête de Beltaine ou « Beltene » en Irlande, c'est-à-dire « les feux de Bélénos » ; celle-ci marque une rupture dans l'année, le passage de la saison sombre à la saison claire, lumineuse. Lors de cette fête, les druides accomplissaient un rituel consistant à faire passer le bétail au travers de la fumée produite par les feux, en récitant des incantations, pour le purifier et le protéger des épizooties. Tous les feux rituels lui étaient en partie associés, à commencer par les feux de la Saint Jean au solstice d'été et les bures préservés par la paysannerie à l'époque mérovingienne en période de carnaval (nuit veille du mercredi des Cendres). Lors de cette dernière occasion, les sauts vigoureux des danseurs au-dessus du foyer collectif annonçaient la hauteur des récoltes (céréales, lin…) à engranger. Notons que la grandeur de la tige (donc de la paille) était attribuée à Lug ou à la Lune, alors que la grosseur du grain était conférée à Bélénos/Grannos.[réf. nécessaire]
Tous les sanctuaires consacrés à la lumière ou au culte solaire étaient de son domaine[réf. nécessaire]. Son culte semble avoir été important dans l'ensemble du monde celtique puisque des inscriptions ont été retrouvées en Gaule cisalpine, en Gaule transalpine, en Illyrie et en Norique. [réf. nécessaire].
Les divinités traditionnelles des Gaulois ont continué d'être honorées après la conquête. Cela ne dérangeait pas l'autorité romaine dans la mesure où la religion ne servait pas de prétexte à comploter contre elle et n'excluait pas le culte fédérateur à l'empereur. Il arrivait certainement que les Romains installés en Gaule adoptassent dans leur pratique religieuse une divinité locale.

## Concordances du mythe de Bélénos avec d'autres cultures

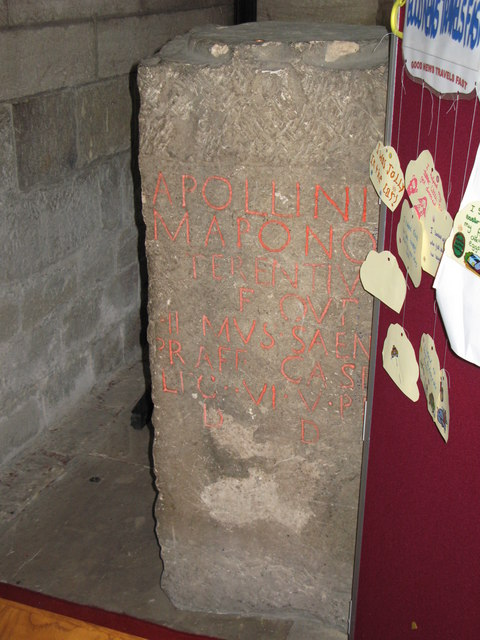
Monolithe romain dédié au culte de Maponos/Apollon/Bélénos (Abbaye de Hexham, Angleterre).

Son équivalent irlandais est Bile, le père de Mile, roi des Milesiens, le dernier peuple à envahir l’Irlande. Son équivalent gallois est Beli. Il faut aussi rapprocher Bélénos du germanique Baldr (de même racine IE *bhel- « brillant, lumineux »).[réf. nécessaire]
L'Irlandais Bile apparaît à la fin de la seconde bataille de Mac Tureadh (Cath Maighe Tuireadh), ainsi que Baldr dans la mythologie scandinave : les dieux sont affaiblis et une nouvelle génération assure le renouveau du monde. [réf. nécessaire] Ce passage du Lebor Gabála Érenn représente la version irlandaise de l'eschatologie indo-européenne (cf. Ragnarök, Mahābhārata). La retranscription chrétienne des mythes irlandais a simplement brouillé les pistes, faisant de l'arrivée des hommes mortels le but de l'histoire.[réf. nécessaire]
Le Bélénos gaulois s'est fondu dans le gréco-romain Apollon, ne conservant qu'un aspect solaire tronqué. Ce rôle de sauveur que possède encore son équivalent irlandais n'a pas résisté au syncrétisme gallo-romain.[réf. nécessaire].
À travers l'interpretatio romana, Bélénos-Grannos apparaît sous les traits d'Apollon. Dans ce cas précis, la romanisation et interprétation de la figure divine de Bélénos est entièrement valide — à la différence de maints autres processus de romanisation de dieux gaulois, tels que Cernunnos. Manifestement, le dieu romain possède des attributs et des caractéristiques identiques à ceux de Bélénos : la jeunesse, la beauté, la lumière solaire. Cependant, il est notable de remarquer qu'Apollon trouve ses racines mythologiques dans le panthéon divin indo-européen, lequel est commun aux Grecs et aux Celtes.

## Avatars de Bélénos
Les personnages connus sous les noms de Tristan, Oengus et Diarmaid apparaitraient comme étant tous trois des avatars de Mac Oc, c'est-à-dire Maponos également appelé le « dieu jeune » ; le théonyme Maponos, prenant pour origins le théonyme de Bélénos. Ces trois avatars ont, dans les trois récits mythologiques respectifs auxquels ils appartiennent, usurpé ou tenté d'usurper — à l'image de Oengus — la place et/ou la femme de leurs rivaux. En terme mythologique, ces derniers se présentent sous l'aspect du mari, voire du dieu-père ou du « dieu vieux », en point à contrario du « dieu jeune », à savoir Bélénos/Maponos.
On pourrait également évoquer le personnage de Mabon, lié à la légende arthurienne. Mabon se présente comme le Maponos gallois; ce dernier est le personnage principal d'une saga dans laquelle on assiste à l'assassinat de sa mère dans les quelques jours suivant sa naissance. Mabon est par la suite incarcéré par un autre avatar celto-panthéonique, celui du Dagda, le père de Mabon dans ce récit. Il est dit que notre héros, appuyé par son fidèle chien à la force surnaturelle, sera l'unique homme du royaume en mesure de donner la chasse et d'abattre le légendaire sanglier Trwyth. Parvenu à l'âge adulte, Mabon se fait alors délivrer de sa geôle par le roi Arthur et ses chevaliers; Mabon peut dès lors accomplir le destin qui lui a été assigné.
On remarque dans ce récit la résurgence de nombreuses thématiques liées au mythe de Bélénos/Mac Oc. Ainsi le personnage du geôlier/père qui prête ses traits au Dagda, omnipotent et mauvais, la dualité avec la jeunesse de Mabon ; la symbolique du soleil lorsque Mabon, sortant de sa prison, passe du noir et de l'obscurité à la lumière bienfaitrice et pourvoyeuse de meilleure période à venir.

## Toponymie
Son nom est très probablement à l'origine des toponymes du type Beaune (nom de plusieurs communes françaises (Beaune en Côte-d'Or (Beleno castro) et Beaune en Savoie, Beaune-d'Allier dans l'Allier, Beaune-la-Rolande dans le Loiret, Beaune-sur-Arzon dans la Haute-Loire ; et de villages ou lieux-dits : Beaune-le-Froid à Murol dans le Puy-de-Dôme. C'est aussi probablement l'origine du nom Beaunay, dont le principal bourg de la commune de Beauval-en-Caux (Seine-Maritime), également hameau à Contremoulins (Seine-Maritime) et aux Hogues (Eure), la commune de Beaunay dans la Marne. Bonnay en Saône-et-Loire (Belnadum 1059). Bollène dans le Vaucluse (Abolena 640). La Bollène-Vésubie dans les Alpes-Maritimes (Abolena 1146). Le hameau de Balayn, sur la commune de Saint Felicien en Ardeche, avec sa colonne sur laquelle est un magnifique disque solaire qui représente Belenos selon Charles Forot (Saint Felicien et ses communes, ed. Le Pigeonnier, 1964).

On peut citer aussi les toponymes dérivés comme Bligny (Bligny-sur-Ouche, en Côte-d'Or, s'appelait Beligny au IXe siècle) ou Bellenot (Bellenot-sous-Pouilly en Côte-d'Or), (Bellenod-sur-Seine en Côte-d'Or), et tous les dérivés de ces noms.
Les toponymes Bel air, Belmont peuvent découler de la même racine, de même que Belenton, Barenton.
En ces endroits a pu exister un culte de Bélénos, lié sans doute à son activité de guérisseur et à l'existence de sources sacrées. De telles sources sont attestées à Beaune (Côte-d'Or), où celle de l'Aigue a donné des ex-votos ; à Beaune-d'Allier, la fontaine Saint-Agnan, source sacrée gauloise christianisée, était connue pour ses vertus curatives. Mais la plupart des lieux de culte importants ont été christianisés et renommés par un saint ou un archange.
En Suisse, Bienne, Biel en allemand, apparait pour la première fois dans un registre en 1142 sous le nom de Belna. Le bourg médiéval a été construit sur le cône alluvial d'une importante source dans laquelle des monnaies romaines ont été découvertes. La forêt de Sauvabelin, qui surplombe la ville suisse de Lausanne tire également son nom du dieu gaulois: Sauvabelin vient de « silva » et de « Bélénos », signifiant « la forêt de Bélénos ».
En outre, et à l'image de ces sites pour la plupart topographiquement localisés sur des sommets (lieux de prédilection concernant le culte de Bélénos), on peut également citer deux toponymes remarquables: l'îlot de Tombelaine — « Tombe-Bélen » —, au large du Mont-Saint-Michel sauf s'il s'agit d'un diminutif de Tombe (« Tombe » = ancien nom protohistorique du Mont Saint-Michel qui signifiait « tumulus ») ; ainsi que « Plougenvelen » (soit « Plou-kuno-Bélénos », en gaulois), dans le Finistère[réf. à confirmer].

## Postérité
- Fondé en décembre 1995, Bélénos est un groupe de celtic black metal dont l'unique membre est Loïc Cellier. Néanmoins ce groupe français a accueilli de nombreux musiciens dont David Foulon (basse), Gilles Delecroix (batterie), Yohann Mahé (basse) Guillaume Dallery (guitare), Marc Devillers (batterie), Raphaël Fontaine (guitare), Yann Desaulty (basse), Denis Sokowicz (batterie), et Nathalie Leblanc
- Le nom de Bélénos a également été repris dans celui des Terres de Bélénos, jeu de rôle grandeur nature à thématique médiévale qui se déroule chaque année à Sainte-Clotilde-de-Horton au Québec. L'événement a toutefois peu à voir avec le dieu gaulois, mais les costumes d'inspiration gauloise y sont quand même populaires.
- Bélénos fait partie des nombreux dieux cités dans la série de bande dessinée Astérix.
- (11284) Bélénos, astéroïde.
- Le nom de Belenos est donné à un des deux supercalculateurs de Météo-France opérationnels depuis 2021[11].
- Le Belenos est un char contrôlé par Jihl dans Fuga Melodies of Steel 2.
- Belenos est également le nom d'une bière de la Brasserie Philippe à Houffalize (Belgique)